# Бражевський Валерій Вікторович
Бражевський Валерій Вікторович (2 жовтня 1973; Житомир — 9 січня 2005; Ес-Сувейра, Ірак) — український військовослужбовець, капітан. Командир 1-ї механізованої роти 72-го окремого механізованого батальйону 95-ї окремої аеромобільної бригади. Загинув при виконанні миротворчого обов'язку в Республіці Ірак.

## Біографія
Народився 2 жовтня 1973 року в Житомирі.
Навчався у загальноосвітній школі І-ІІІ ступенів № 7 міста Житомир. Після навчання у цій школі і СПТУ-17 вступив до військового училища. Був бійцем 95-ї аеромобільної бригади.
У 2005 році брав участь у миротворчій місії в Іраку у складі 7 ОМБр, був командиром 1 механізованої роти 72-го окремого механізованого батальйону.
9 січня 2005 року неподалік міста Ес-Сувейра сили іракської поліції провели операцію з викриття схованки та вилучення великої кількості боєприпасів. Для їх знешкодження було викликано окремий спеціальний саперний загін Республіки Казахстан. Для забезпечення роботи казахських саперів та надання їм необхідної допомоги на місце виїхала група українських миротворців зі складу 72-го окремого механізованого батальйону. Боєприпаси, серед яких було 35 авіаційних бомб, були перевезені на трьох машинах на спеціально визначене місце для знешкодження. Згодом пролунав потужний вибух, в результаті якого загинуло 7 українських військовослужбовців, у тому числі капітан Валерій Бражевський. Вибух був спланований та введений в дію стороннім електронним пристроєм.
Сім'я загиблого миротворця отримала грошову компенсацію в розмірі $105 тисяч.

## Нагороди
- орден «За мужність» І ступеня (12 січня 2005) — за мужність і відвагу, виявлені при виконанні миротворчих завдань у Республіці Ірак[6]

## Вшанування пам'яті
- На його честь названа його рідна Загальноосвітня школа І-ІІІ ступенів № 7 імені Валерія Вікторовича Бражевського у місті Житомир[7][8].
- На будівлі цієї школи встановлена меморіальна плита на його честь[9].
- 10 січня 2006 року у місті Житомир було відкрито пам'ятник українським миротворцям, які загинули неподалік іракського міста Ес-Сувейра під час виконання миротворчої місії в Республіці Ірак. Серед імен на пам'ятнику значиться і Валерій Бражевський.